# مارك جونستون (لاعب كرة قدم أمريكية)
مارك جونستون (بالإنجليزية: Mark Johnston)‏ هو لاعب كرة قدم أمريكية أمريكي، ولد في 4 مارس 1938 في سيكامور في الولايات المتحدة.

## وصلات خارجية
- مارك جونستون على موقع مرجع كرة القدم المحترفة.كوم (الإنجليزية)